# Genetta poensis
La genetta reale (Genetta poensis  Waterhouse, 1838) è un carnivoro della famiglia dei Viverridi diffusa nell'Africa occidentale.

## Descrizione

### Dimensioni
Carnivoro di medie dimensioni, con la lunghezza della testa e del corpo tra 427 e 680 mm, la lunghezza della coda tra 350 e 465 mm e un peso fino a 3,1 kg.

### Aspetto
Il colore di fondo del corpo è giallo dorato. Una striscia dorsale nerastra si estende dalle spalle alla base della coda. Sono presenti 6-7 file di piccole e numerose macchie nerastre lungo fianchi. Le macchie della prima fila più alta sono talmente vicine tra loro da formare una linea quasi continua. La parte centrale del palmo delle mani è densamente ricoperta di peli. Gli arti e le zampe sono nerastre. La coda è più corta della testa e del corpo, ha nella prima metà 4-6 anelli bianchi, intervallati da anelli più scuri larghi il doppio, mentre è completamente nera nella parte terminale. Le femmine hanno solitamente un paio di mammelle.

## Biologia

### Comportamento
È una specie prevalentemente solitaria.

### Alimentazione
Si nutre probabilmente di piccoli animali e di frutta.

## Distribuzione e habitat
Questa specie è diffusa in Liberia orientale, Costa d'Avorio sud-occidentale, Ghana centrale e meridionale, Bioko e Congo sud-occidentale.
Vive probabilmente all'interno delle foreste pluviali.

## Conservazione
La IUCN Red List, considerato che questa specie è conosciuta soltanto da 10 esemplari catturati fino al 1946 e che i requisiti ambientali e la distribuzione sono poco conosciuti, classifica G.poensis come specie con dati insufficienti (DD).